# Contea di St. Croix
La contea di St. Croix (in inglese, St. Croix County) è una contea dello Stato del Wisconsin, negli Stati Uniti. La popolazione al censimento del 2000 era di 63 155 abitanti. Il capoluogo di contea è Hudson.